# Montserrat Colomer i Salmons
Montserrat Colomer i Salmons (Barcelona, 1922- 29 d'agost de 2021) fou una treballadora social catalana.
Des de 1944 va exercir la seva tasca a la ciutat de Barcelona, posant especial atenció a les persones necessitades. Va treballar directament amb persones i amb comunitats de barris marginals, i posteriorment es va dedicar a l'ensenyament a l'Escola Universitària de Treball Social de Barcelona i Manresa. Va publicar El Treball social que jo he viscut: de 1939 a 1987 (2006), on recollia les seves experiències, i el 2011 va rebre la Creu de Sant Jordi. També va estar guardonada amb el III Premi Estatal del Treball Social Arxivat 2014-08-11 a Wayback Machine., que concedeix el Consejo General del Trabajo Social, en la categoria de Professionals.